# Bruinkapwever
De bruinkapwever (Ploceus insignis) is een zangvogel uit de familie Ploceidae (wevers en verwanten).

## Verspreiding en leefgebied
Deze soort komt voor van zuidoostelijk Nigeria tot noordelijk Angola, zuidelijk Soedan, Kenia en westelijk Tanzania en op het eiland Bioko.